# Cimetière militaire d'Authuille
Le Cimetière militaire d'Authuille (Authuille Military Cemetery) est un cimetière militaire de la Première Guerre mondiale, situé sur le territoire de la commune de Authuille, dans le département de la Somme, au nord-est d'Amiens.

## Localisation
Ce cimetière est situé à l'ouest du village, rue d'En-Bas, à une cinquantaine de mètres des dernières habitations, sur les pentes de la vallée de l'Ancre.

## Histoire

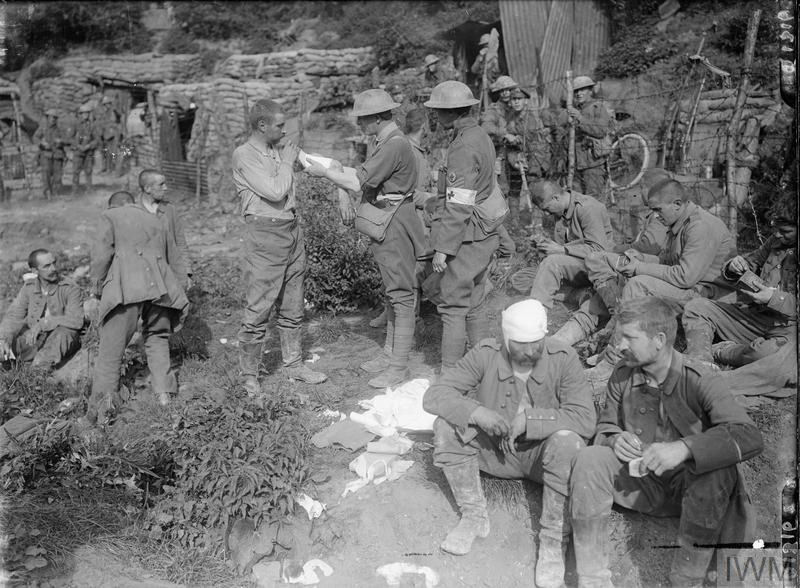
Prisonniers allemands blessés et soldats britanniques au camp de prisonniers de guerre d'Authuille, septembre 1916. © IWM (Q 1316).

Le village a été tenu par les troupes britanniques de l'été 1915 à mars 1918, date à laquelle il a été capturé lors de l'offensive du printemps allemande sur la Somme. Il a été détruit par des tirs d'obus avant même cette date.
Le cimetière militaire a été utilisé par les ambulances de campagne et les unités combattantes d'août 1915 à décembre 1916, et en 1917 et 1918 par les compagnies de travail indiennes.
Il y a maintenant plus de 471 victimes de la guerre 1914-18 commémorées sur ce site, parmi ceux-ci près de 37 sont non identifiées.

## Caractéristiques
Le cimetière couvre une superficie de 2 650 mètres carrés et est entouré d'une bordure basse en béton. Le cimetière a été nommé cimetière militaire d'Authuille au moment de sa création.
Il est entouré d'une haie d'arbustes.

## Galerie

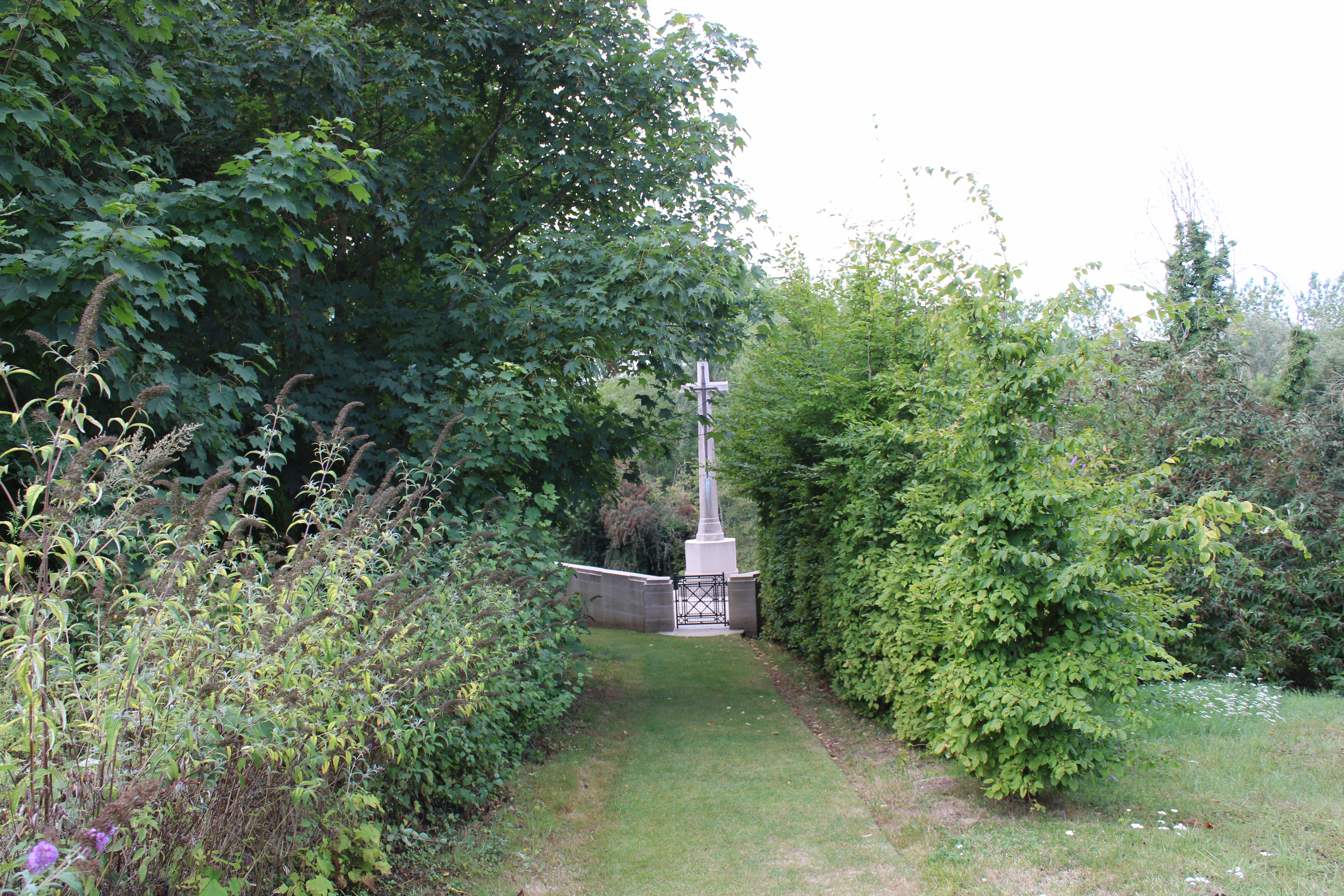
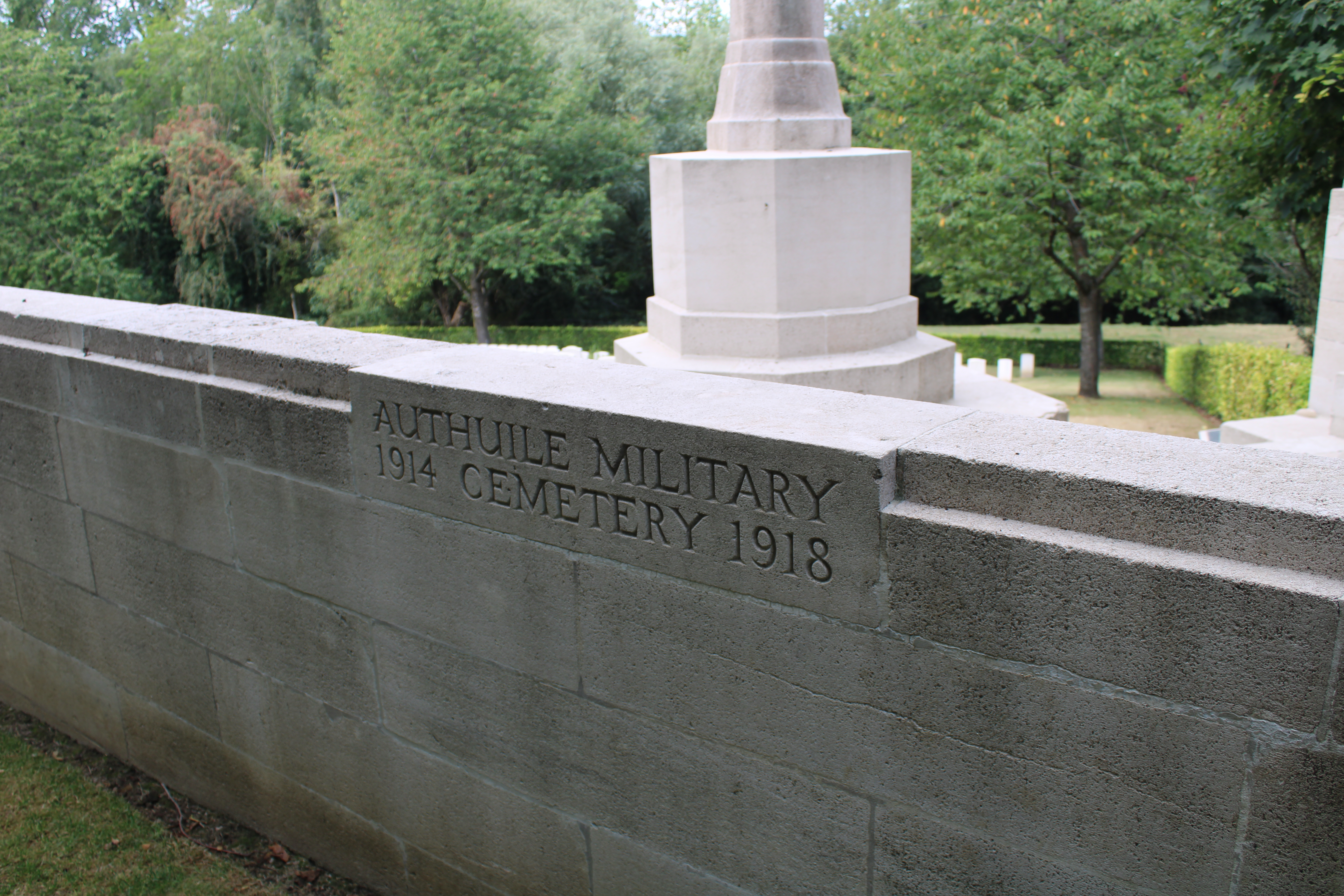
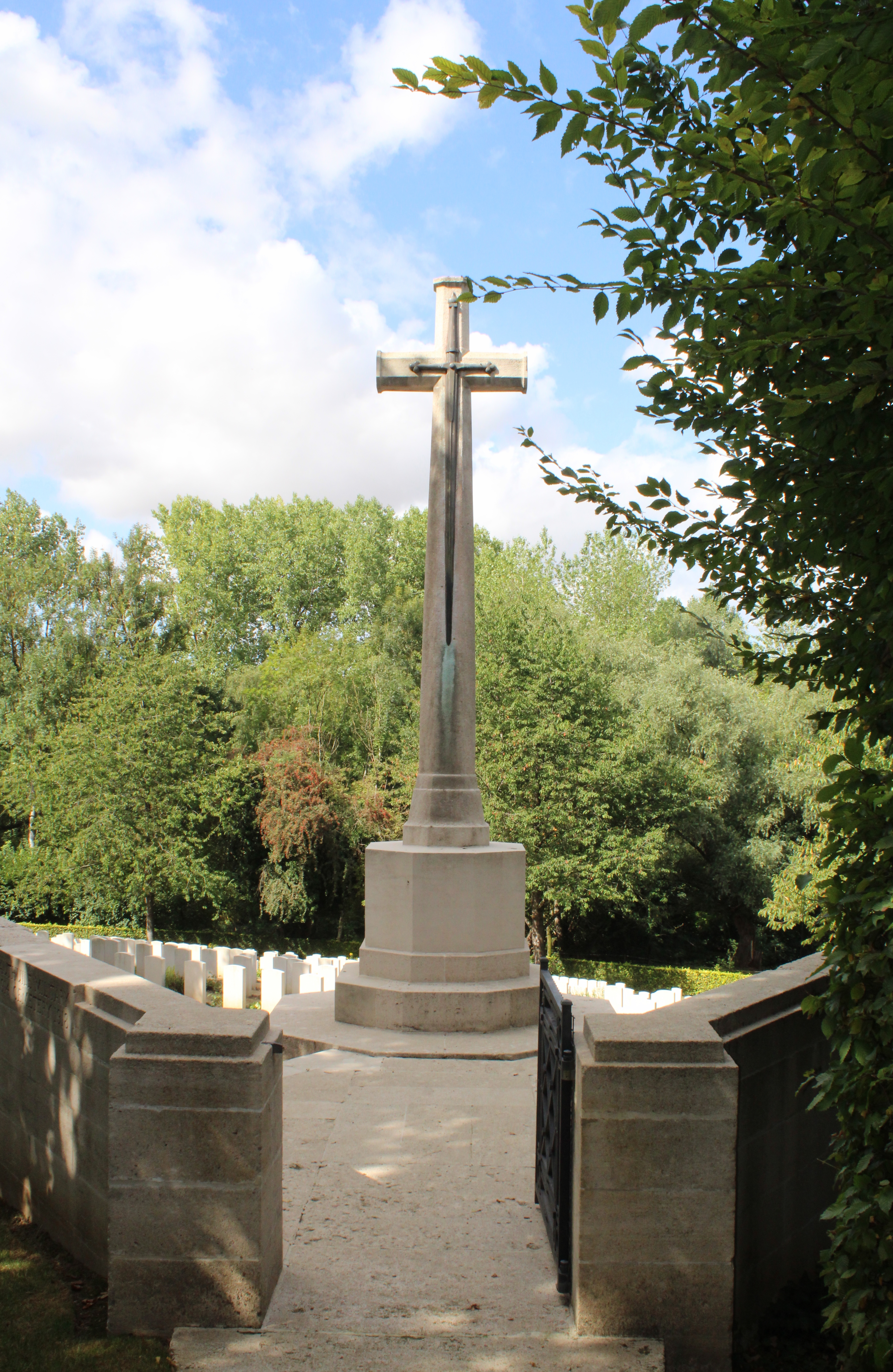
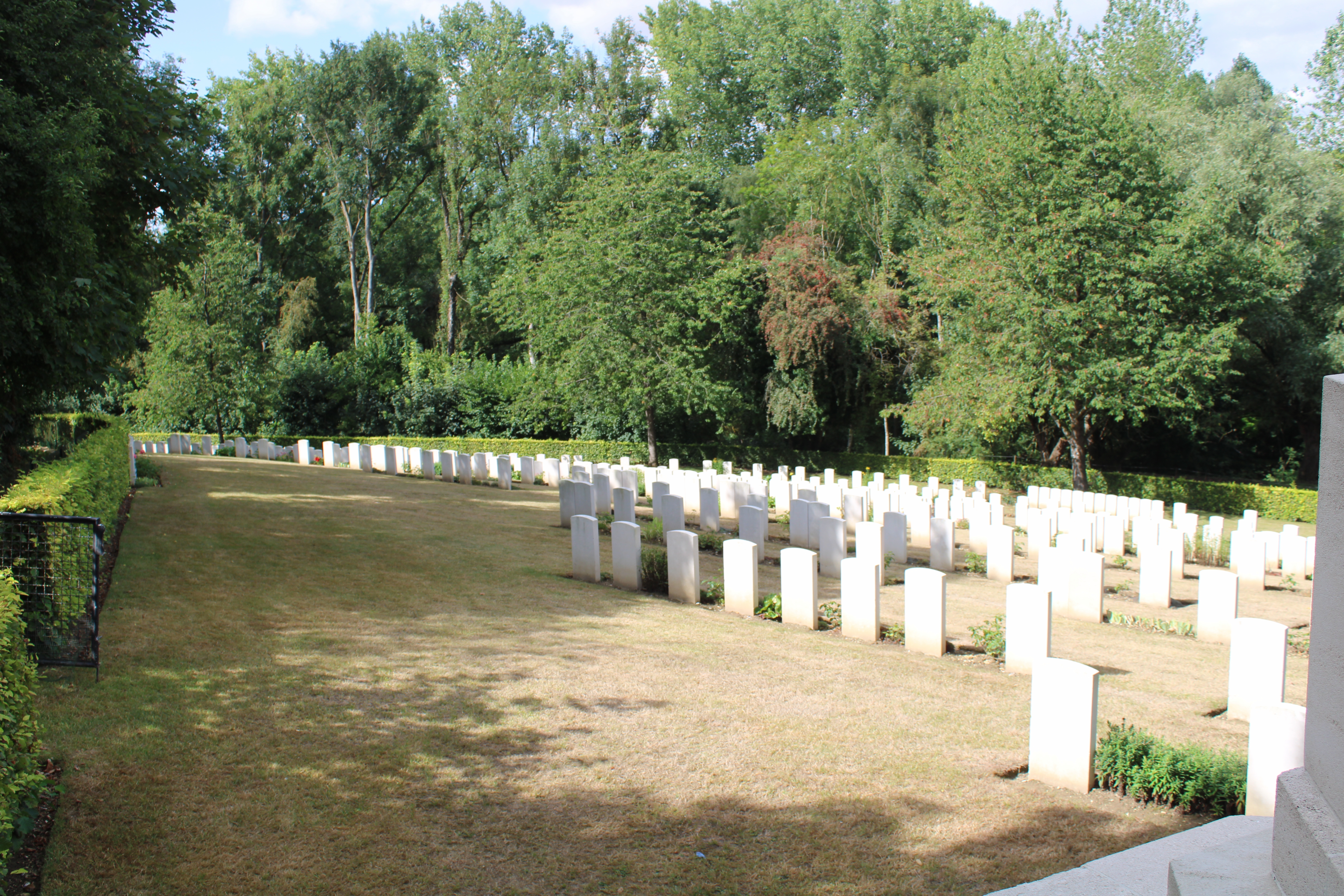
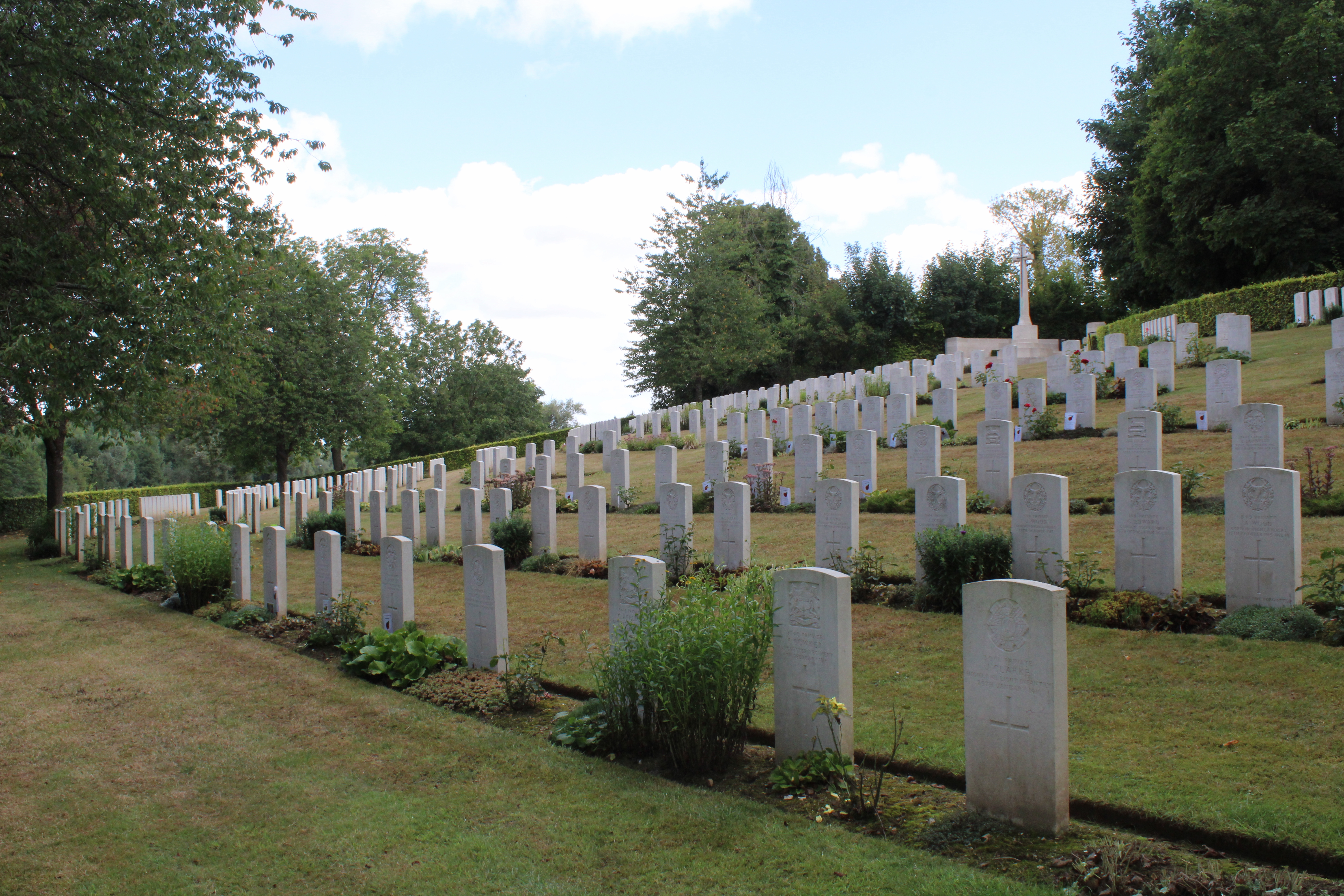
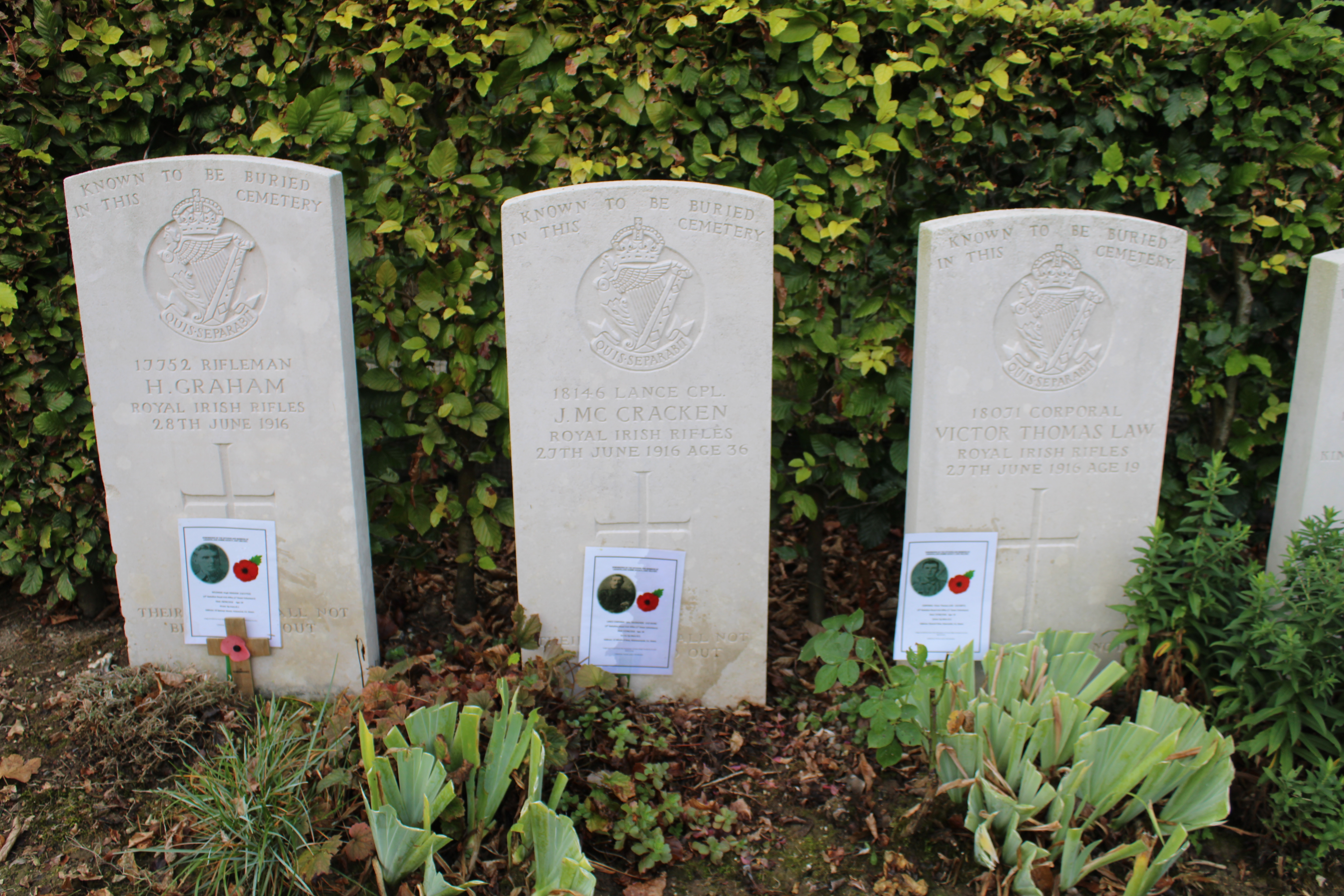
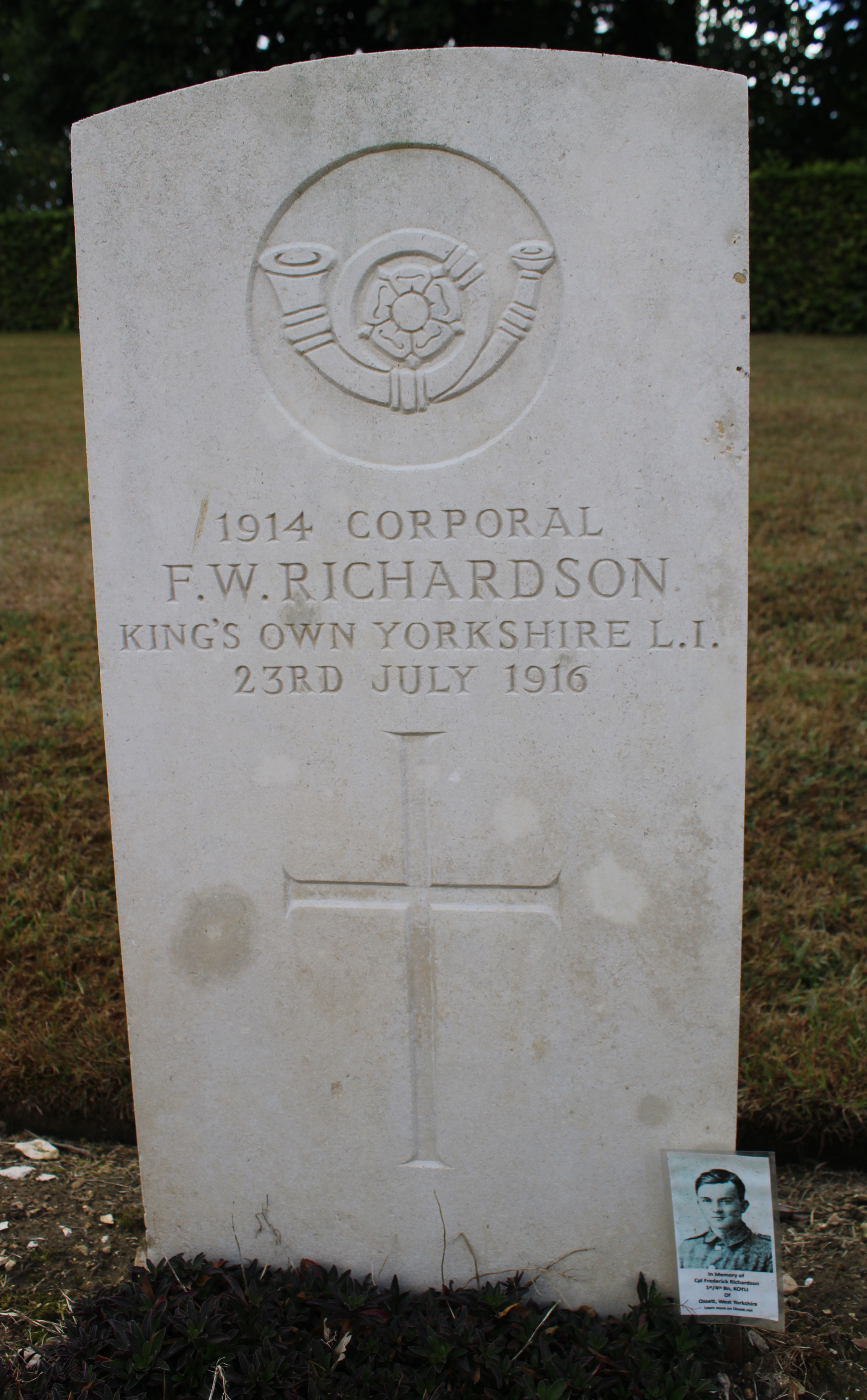

## Sépultures
| Pays               | Sépultures |
| ------------------ | ---------- |
| Royaume-Uni        | 450        |
| Afrique du Sud     | 3          |
| Indes britanniques | 18         |
| Allemagne          | 1          |
| Total              | 471        |